# معتمدية سوسة سيدي عبد الحميد
معتمدية سوسة سيدي عبد الحميد إحدى معتمديات الجمهورية التونسية، تابعة لولاية سوسة.